# Coppa Okage internazionale
La Coppa Okage internazionale (おかげ杯国際新鋭対抗戦, «Competizione internazionale esordienti Okage Cup») è stata una competizione goistica internazionale a squadre, disputata nel corso di sei edizioni dal 2014 al 2019. Nella prima edizione si sono scontrate quattro squadre di tre goisti ciascuno (due uomini e una donna), mentre dalla seconda edizione le squadre (da Corea del Sud, Cina, Giappone e Taiwan) sono state composte da cinque membri, tre uomini e due donne.

## Albo d'oro
| Edizione | Anno | Vincitrice    | Seconda classificata | Terza classificata | Quarta classificata |
| -------- | ---- | ------------- | -------------------- | ------------------ | ------------------- |
| 1        | 2014 | Corea del Sud | Cina                 | Giappone           | Taiwan              |
| 2        | 2015 | Corea del Sud | Giappone             | Cina               | Taiwan              |
| 3        | 2016 | Cina          | Corea del Sud        | Taiwan             | Giappone            |
| 4        | 2017 | Cina          | Corea del Sud        | Giappone           | Taiwan              |
| 5        | 2018 | Corea del Sud | Cina                 | Giappone           | Taiwan              |
| 6        | 2019 | Corea del Sud | Cina                 | Giappone           | Taiwan              |